# Крупови топови
Крупови топови (енгл. Krupp gun), олучни топови са затварачем - острагани - масовно коришћени у европским армијама у 19. и 20. веку.

## Историја

### Индустрија оружја Круп
Концерн Круп је немачки произвођач оружја, који се развио из челичане коју је 1811. основао Фридрих Круп. Године 1859. ова фабрика произвела је првих 380 топова острагана за пруску војску. Због велике зараде, Круп се потом преоријентисао на војну металургију. До краја 1887. произведено је 24.576 топова, који су продати многим европским и другим државама. Од 1890. почела је и производња оклопних плоча, за потребе фортификације, које су се до тада производиле само у Великој Британији. Од 1903. предузеће је постало акционарско друштво, али је преко 97% акција припало породици Круп. Пре и током Првог светског рата  предузеће је остварило огромне зараде (капитал је порастао са 160 на 717 милиона марака).  Пред Други светски рат Круп је производио више од 10% угља и челика у Немачкој, и било је водећи произвођач оружја током рата. Власник предузећа Алфред Круп осућен је 1948. као ратни злочинац на 12 година затвора, али је помилован већ 1951, после чега му је враћена имовина, а концерн је наставио да послује под именом Топионице и рудници Рајнхаузен А. Д. Есен.

### Крупови топови
Крупови топови у производњи од 1859. за пруску војску били су први масовно произведени изолучени топови са затварачем, пуњени отпозади - такозвани острагани. Крупови пољски топови од 4 (уведених 1859) и 6 фунти (уведени 1862) имали су већи домет (преко 3.200 м) и прецизност гађања (до 2 пута) од француских пољских топова система Ла Ит, који су се пунили спреда.
Осим пруских, сва рана изолучена артиљеријска оруђа пунила су се спреда, па су имала мањи домет и прецизност од пруских: после 10-15 година (у Великој Британији тек 1890) замењена су остраганима.